# Chemin de l'Église-de-Lalande
Pour les articles homonymes, voir Rue de l'Église, Place de l'Église-de-Lalande et Chemin de l'Église-de-Montaudran.
Le chemin de l'Église-de-Lalande (en occitan : camin de la Gleisa de Lalanda) est une voie de Toulouse, chef-lieu de la région Occitanie, dans le Midi de la France.

## Situation et accès

### Description
Le chemin de l'Église-de-Lalande est une voie publique. Il se trouve au cœur du quartier de Lalande. Il est une partie de l'ancien chemin vicinal no 3, qui allait de Blagnac à Launaguet. Il était prolongé à l'ouest par le chemin de la Glacière (actuelles rue et impasse de la Glacière), le chemin de Ginestous et le chemin Roques jusqu'à la route et au pont de Blagnac, et à l'est par le chemin du Baron et le chemin de Rispet jusqu'à la route de Launaguet.
La chaussée compte une seule voie de circulation automobile à double-sens. La première partie du chemin, entre l'avenue de Fronton et le chemin des Vieilles-Écoles, est définie comme une zone 30 et la vitesse y est limitée à 30 km/h. Il n'existe pas d'aménagement cyclable.

### Voies rencontrées
Le chemin de l'Église-de-Lalande rencontre les voies suivantes, dans l'ordre des numéros croissants (« g » indique que la rue se situe à gauche, « d » à droite) :
1. Avenue de Fronton
2. Esplanade Claude-Cornac (g)
3. Impasse de l'Église-de-Lalande (d)
4. Place de l'Église-de-Lalande (g)
5. Chemin des Vieilles-Écoles (d)
6. Rue de Lalande

### Transports
Le chemin de l'Église-de-Lalande n'est pas directement desservi par les transports en commun Tisséo. Il débouche cependant sur l'avenue de Fronton, parcourue par les  lignes de Linéo L10 et de bus 2969. 
Un chemin piéton mène également à la gare de Lalande-Église, halte sur la ligne ferroviaire de Bordeaux à Sète, mais qui n'est plus desservie depuis 2016. Des projets de réouverture existent cependant, dans le cadre de l'aménagement d'un RER nord toulousain.
Les stations de vélos en libre-service VélôToulouse les plus proches sont les stations no 259 (231 avenue de Fronton) et no 260 (face 26 impasse du Baron).

## Odonymie
Le chemin doit son nom à la proximité de l'église Sainte-Madeleine, église de la paroisse de Lalande, qui se trouve sur la place du même nom. Jusqu'au milieu du XIXe siècle, le nom s'en appliquait également au chemin du Baron, qui prolonge le chemin de l'Église-de-Lalande à l'est.

## Patrimoine et lieux d'intérêt

### Cimetière de Lalande
Le cimetière de Lalande est aménagé au XVIIIe siècle, en même temps que l'église Sainte-Madeleine. Il est agrandi en 1906 et occupe désormais une superficie de 17 000 m². En 2020, il affiche cependant un taux d'occupation de 80 %. 
Le cimetière est accessible par deux entrées, chemin de l'Église-de-Lalande (face à l'impasse de l'Église-de-Lalande et face au no 24 chemin de l'Église-de-Lalande), ainsi qu'une entrée sur la place de l'Église-de-Lalande (actuel no 1). Il est séparé par un mur de clôture, bâti en assises alternées de brique et de galets. Il est, depuis 2017, géré par Toulouse Métropole.

### Fermes et maisons toulousaines

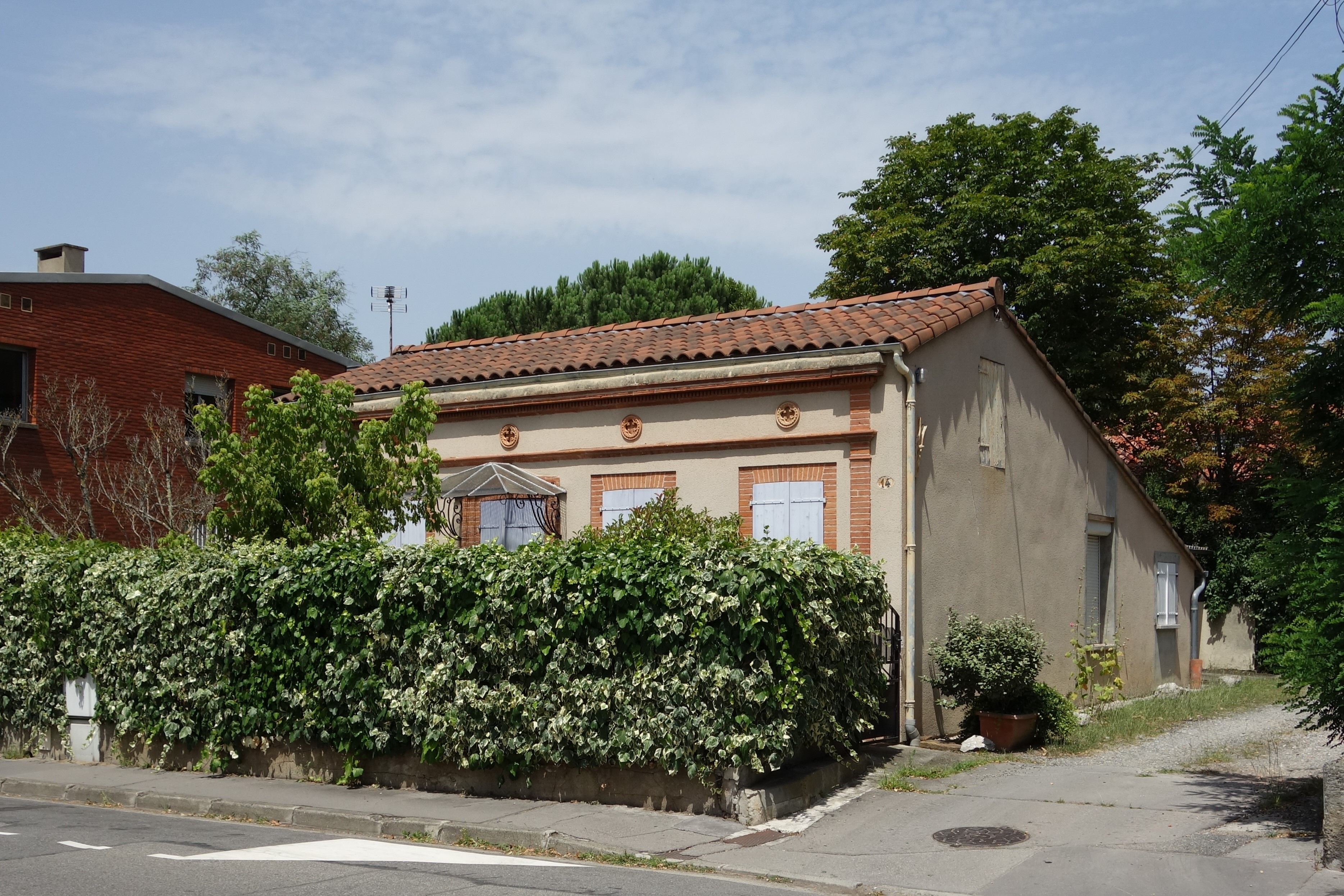
no 14 : maison toulousaine.

- no  14 : maison toulousaine. 
La maison, qui présente toutes les caractéristiques de la toulousaine, est construite au début du XXe siècle. Elle est bâtie en brique, légèrement en retrait par rapport au chemin. Elle s'élève sur deux niveaux séparés par un cordon : un rez-de-chaussée et un comble à surcroît percé d'ouvertures ornées de quadrilobes en terre cuite. La façade est encadrée de pilastres et surmontée d'une corniche à denticules[5].

- no  70 : ferme[6].
- no  76 : ferme[7].
- no  81 : maison toulousaine.
- no  88 : maison toulousaine.
- no  91 : maison toulousaine[8].
- no  100 : maison[9].